# Brita Baldus
Brita Baldus (n. 4 iunie 1965, Leipzig, RDG) este o săritoare în apă germană, medaliată olimpică. A participat la două ediții ale Jocurilor Olimpice (1988, 1992) în care a câștigat o medalie de bronz.